# Emile Zéphyrin Nsoga
Emile Zéphyrin Nsoga, né à badjop dans le département du Nyong-et-Kéllé Région du Centre et mort le 16 novembre 2021, est un magistrat hors hiérarchie 1er groupe.

## Biographie

### Enfance, Débute et Etudes
Emile Zéphyrin Nsoga, né à badjop dans le département du Nyong et Kellé dans le région du centre où il fait ses études scolaires. Il fait ses études à l'école nationale d'administration et de magistrature.

### Carrière
Il commence sa carrière dans le corps de la magistrature le 21 octobre 1978, le 20 novembre 1978 il est nommé juge au tribunal de première instance de Sangmelima, puis le 10 juillet 1979, il est nommé président du tribunal de première instance de Dschang et président de première instance de Foumban le 1er octobre 1983. En novembre 1983 il est nommé président du tribunal militaire de Bafoussam dans la Région de l'Ouest, le 04 septembre 1987, il est promu Vice-Président à la cour d'appel de l'Ouest. C'est en 1989 qu'il quitte la région de l'ouest pour rallier la région du centre où il est nommé Vice-Président à la cour d'appel du centre à la suite du décret n°87/1214 du 27 juillet 1989. En novembre 1989, il est affecté aux services centraux du ministère de la Justice où il occupe les postes de directeur adjoint du contrôle des professions judiciaires et de directeur des affaires pénales et des grâces. Le 1ᵉʳ octobre 1998, il est le tout premier directeur des affaires pénales et des grâces. En 2012, il est le tout premier procureur général près du tribunal criminel spécial,,.